# Književnost u 1700.
◄◄ | ◄ | 1697. | 1698. | 1699. | 1700.  | 1701. | 1702. | 1703. | ► | ►►
Arhitektura • Astronomija • Biologija • Glazba • Kazalište • Kemija • Kiparstvo • Knjige • Književnost • Kršćanstvo • Medicina • Politika • Pravo • Promet • Slikarstvo • Znanost
Književnost u 1700.

## Svijet

### Smrti
- 1. svibnja – John Dryden, engleski književnik (* 1631.)

## Vanjske poveznice
|  | Zajednički poslužitelj ima još gradiva o temi Književnost u 1700. |